# Taboadavella
Taboadavella (en gallego y oficialmente, Taboada Vella) es un lugar de la parroquia de Taboada, municipio de Silleda, comarca del Deza, provincia de Pontevedra, España.